# Římskokatolická farnost Batelov
Římskokatolická farnost Batelov je územní společenství římských katolíků s farním kostelem svatého Petra a Pavla v děkanství jihlavském.

## Historie farnosti
Současný farní kostel byl založen na místě kostela starého se dřevěnou věží roku 1755, stavba byla dokončena roku 1760. Kostel byl obnoven a vně i uvnitř opraven v letech 1874–1875. 

## Duchovní správci
Farářem je od srpna 2021 Mgr. Stanislav Váša. Mezi lety 2007 a 2021 byl farářem R. D. Roman Strossa.

## Bohoslužby
| Kostel                | Místo   | Bohoslužba (den)          | Hodina                                                              | Poznámka     |
| --------------------- | ------- | ------------------------- | ------------------------------------------------------------------- | ------------ |
| svatého Petra a Pavla | Batelov | neděle úterý pátek sobota | 8.30 17.00 (zimní čas)/18.00 (letní čas) 8.00 (s nedělní platností) | farní kostel |
| Panny Marie Bolestné  | Rácov   | pondělí                   | 18.00                                                               | kaple        |

## Aktivity ve farnosti
Ve farnosti se konají pravidelné modlitby matek, jsou aktivní ministranti, probíhá výuka náboženství. Farní družstvo se účastní orelské florbalové ligy.
Dnem vzájemných modliteb farností za bohoslovce a bohoslovců za farnosti brněnské diecéze je 22. červen. Adorační den připadá na 31. srpna.
Každoročně se ve farnosti koná tříkrálová sbírka. V roce 2015 se při ní vybralo 30 452 korun. V roce 2017 činil výtěžek sbírky 37 405 korun.